# Cloeodes penai
Cloeodes penai is een haft uit de familie Baetidae. De wetenschappelijke naam van de soort is voor het eerst geldig gepubliceerd in 1980 door Morihara & Edmunds.
De soort komt voor in het Neotropisch gebied.